# Gordon A. Craig

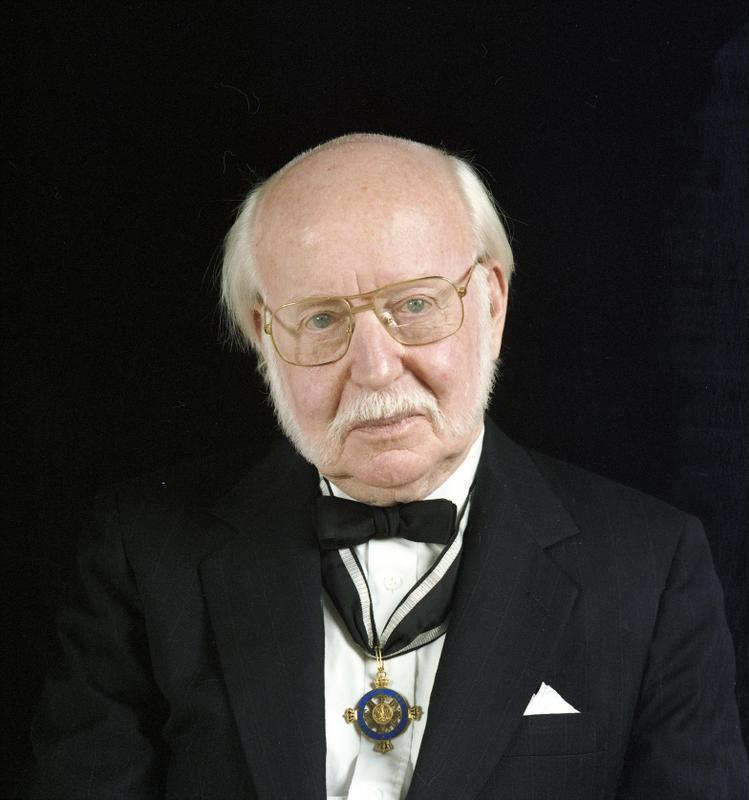
Gordon Craig (1991) mit dem Orden Pour le Mérite

Gordon Alexander Craig (* 26. November 1913 in Glasgow, Schottland; † 30. Oktober 2005 in Portola Valley, Kalifornien) war ein US-amerikanischer Historiker und Schriftsteller schottischer Herkunft. Seine Arbeitsschwerpunkte waren deutsche Geschichte und Diplomatieforschung.

## Leben
Der vorübergehend alleinerziehende Vater Craigs wanderte zunächst nach Toronto, Kanada, und dann 1925 nach Jersey City in den Vereinigten Staaten aus. Gordon wurde im Kindesalter US-amerikanischer Staatsbürger. Er studierte zunächst in den Vereinigten Staaten und erwarb seinen akademischen Abschluss in Geschichtswissenschaft an der Universität Princeton. Sein Vorbild dort war der Historiker Walter „Buzzer“ Hall (1884–1962). Im Sommer 1935 bereiste er das erste Mal Deutschland mit einer Studentengruppe. Sein Arbeitsstipendium, das ihm ermöglichte, in teilnehmender Beobachtung die Entwicklung des nationalsozialistischen Staates und den Alltag der Bevölkerung unter dem Nationalsozialismus in Deutschland aus nächster Nähe zu studieren, begründete den lebenslangen Arbeitsschwerpunkt des jungen Historikers. Im Anschluss erhielt er ein zweijähriges Rhodes-Stipendium und verbrachte es am Balliol College der Universität Oxford in England. Seine akademischen Lehrer dort waren Benedict Humphrey Sumner und Llewellyn Woodward.
Während des Zweiten Weltkriegs diente er beim United States Marine Corps und im Office of Strategic Services (OSS). Von daher rührt laut Auskunft seines ehemaligen Studenten Michael Stürmer seine genaue Kenntnis und Vorliebe für das Thema Deutschland. Gemäß dem Satz „know your enemy“, also „(er)kenne deinen Gegner“, hatte er damals den Auftrag, alles über die Psychologie, Traditionen und Befehlstaktiken der Wehrmacht als preußisch-deutscher Armee zusammenzutragen und zwecks Instruktion der US-Offiziere aufzuschreiben. Durch diese Tätigkeit gewann er so viel vertieftes Interesse an und Liebe zu seinem Gegenstand, dass er lebenslang dabei blieb.
Nach dem Krieg lehrte er an den Universitäten Yale und Princeton, wo er von 1950 bis 1961 eine Professur innehatte. Seine Vorlesungen waren außerordentlich gut besucht. Von 1961 bis zu seiner Emeritierung 1979 lehrte er an der Stanford University in Kalifornien. 1962 wurde Gordon A. Craig Gastprofessor an der Freien Universität Berlin und erhielt 1983 deren Ehrendoktorwürde. 1965 hielt er die Harmon Memorial Lecture in Military History an der United States Air Force Academy in Colorado Springs. Craig galt als Doyen der US-amerikanischen Geschichtswissenschaft, war jahrelang Präsident der American Historical Association und ein Jahrzehnt, von 1975 bis 1985, stellvertretender Vorsitzender der internationalen Historikervereinigung Comité International des Sciences Historiques (CISH).
Die Beschäftigung mit der deutschen Geschichte stand stets im Zentrum von Craigs Schaffen. Seine Studie Die preußisch-deutsche Armee 1640–1945 aus dem Jahr 1955 brachte ihm in Fachkreisen internationale Beachtung ein. Sein 1982 erschienenes Buch The Germans (deutscher Titel: Über die Deutschen) war der Versuch, das deutsche Volk einer angelsächsischen Leserschaft nahezubringen, stieß aber auch in Deutschland auf große Resonanz. Es befasst sich mit der Entwicklung Deutschlands vom Dreißigjährigen Krieg bis zum Ende des 20. Jahrhunderts und setzt sich auch mit dem Kontrast zwischen der deutschen Kultur und den dunklen Seiten der deutschen Geschichte, insbesondere dem Nationalsozialismus, auseinander. Ein weiteres bedeutendes Werk Craigs ist das Buch Deutsche Geschichte 1866–1945.
Die differenzierte Auseinandersetzung mit der deutschen Geschichte aus der Perspektive des ausländischen Historikers ist das bleibende Verdienst Craigs. Er wandte sich gegen die nach dem Zweiten Weltkrieg weit verbreitete Vorstellung, der deutsche Nationalcharakter sei bestimmt durch eine Vorliebe für autoritäre Herrschaftsformen und Militarismus. Zugleich kritisierte er Versuche, den Nationalsozialismus als „Betriebsunfall“ der deutschen Geschichte ohne tiefere Wurzeln darzustellen.
So hielt Craig schon die Gründung des deutschen Kaiserreichs 1871 durch Otto von Bismarck für eine Tragödie und verwies auch auf die problematische Rolle der preußisch-deutschen Armee als „Staat im Staate“. Craig interpretierte die deutsche Geschichte des 19. und beginnenden 20. Jahrhunderts als Auseinandersetzung zwischen aufgeklärtem Geist und autoritärer Macht – ein Konflikt, der meist zugunsten der Macht entschieden wurde.
Craig war ein herausragender Repräsentant der internationalen Geschichtswissenschaft. Trotzdem blieb er bescheiden. Auf die Frage, was er hätte sein mögen, hat er einmal geantwortet: Ein besserer Historiker. Die Neigung zur selbstironischen Distanz war eines der auffälligsten Merkmale des Gelehrten, obwohl viele seiner Werke längst als Klassiker gelten.
Craig betonte, dass Geschichte keine exakte Wissenschaft sei, sondern eine „humanistische Disziplin“. Als Diener der Muse Klio müssten die Historiker erneut lernen, „Geschichte und Literatur miteinander zu verbinden“. Diese Kunst beherrschte Craig in hohem Maße. Immer wusste er interessant zu erzählen, mit einer Prise Altershumor und einem Sinn fürs Anekdotische. Vor allem verstand er es, die schöne Literatur als Quelle für die Geschichtsschreibung nutzbar zu machen. Zur Vertiefung seines Hintergrundwissens über die wilhelminische Epoche widmete er sich unter anderem mit Begeisterung den Romanen Theodor Fontanes, dem er eines seiner schönsten Bücher gewidmet hat. An Fontanes Romanen rühmte er die Fähigkeit, tiefer in die gesellschaftliche Wirklichkeit und die Klassenkonflikte seiner Zeit einzudringen, als die „Zopf-Professoren“, die Zunft-Historiker, es je vermocht hätten. An ihm, als Kenner und Liebhaber der deutschsprachigen Literatur, schätzten vor allem seine Studenten und seine Leser, dass er mit viel Sprachgefühl und Lebendigkeit formulierte, fernab von trockenem Fachjargon.
Ein besonders enges Verhältnis verband Craig mit Berlin, wo er in den 1960er Jahren als Gastprofessor lehrte. Seit Jahren arbeitete er an einem Buch über die Berlin-Romane des 20. Jahrhunderts, konnte es jedoch nicht mehr zu Ende schreiben.
Gordon Alexander Craig starb am 30. Oktober 2005 im Alter von 91 Jahren in einem kalifornischen Seniorenheim.

## Auszeichnungen (Auswahl)
- Mitglied der American Academy of Arts and Sciences 1962
- Mitglied der American Philosophical Society 1963[3]
- Historikerpreis der Stadt Münster 1981
- Großes Bundesverdienstkreuz 1983
- Korrespondierendes Mitglied der British Academy 1986[4]
- Goethe-Medaille 1987
- Mitglied des Ordens Pour le Mérite 1990
- Preis der Max Geilinger-Stiftung 1991

## Schriften (Auswahl)
- The Second Chance. America And The Peace. Princeton University Press, 1944.
- mit Felix Gilbert (Hrsg.): The Diplomats. 1919–1939. Princeton University Press, 1953.
- The Politics of the Prussian Army 1640–1945. The Clarendon Press, Oxford 1955.
  - Die preußisch-deutsche Armee 1640–1945. Staat im Staate. Droste, Düsseldorf 1960; Athenäum-Verlag, Königstein 1980.
- From Bismarck to Adenauer. Aspects of German statecraft. Johns Hopkins Press, Baltimore 1958.
  - Deutsche Staatskunst von Bismarck bis Adenauer. Droste, Düsseldorf 1961.
- The Battle of Königgrätz. Prussia’s victory over Austria 1866. Lippincott, Philadelphia/New York 1964.
  - Königgrätz. Zsolnay, Wien/Hamburg 1966; Lübbe, Bergisch Gladbach 1977, ISBN 3-404-00724-7; Deutscher Taschenbuch-Verlag, München 1987, ISBN 3-423-10820-7.
- Europe since 1815. Holt, Rinehart and Winston, New York 1964.
  - Geschichte Europas im 19. und 20. Jahrhundert. Zwei Bände. Beck, München
    - Band 1: Vom Wiener Kongress bis zum Ausbruch des Ersten Weltkrieges 1815–1914. 1978, ISBN 3-406-07214-3.
    - Band 2: Vom Ersten Weltkrieg bis zur Gegenwart 1914–1975. 1979, ISBN 3-406-07215-1.

  - Einbändige Sonderausgabe: Geschichte Europas 1815–1980. Vom Wiener Kongress bis zur Gegenwart. Beck, München 1983, ISBN 3-406-09567-4; 3., völlig überarbeitete und revidierte Aufl., ebd. 1989, ISBN 3-406-33634-5.
- War, Politics, And Diplomacy. Praeger, New York 1966.
  - Krieg, Politik und Diplomatie. Zsolnay, Wien/Hamburg 1968; erweiterte und aktualisierte Neuausgabe, ebd. 2001, ISBN 3-552-05153-8.
- Germany 1866–1945. The Clarendon Press, Oxford 1978, ISBN 0-19-822113-4.
  - Deutsche Geschichte 1866–1945. Vom Norddeutschen Bund bis zum Ende des Dritten Reiches. Beck, München 1980, ISBN 3-406-07815-X; ebd. 1999, ISBN 3-406-42106-7.
- The Germans. Putnam, New York 1982, ISBN 0-399-12436-5.
  - Über die Deutschen. Ein historisches Portrait. Beck, München 1982, ISBN 3-406-08834-1; Deutscher Taschenbuch-Verlag, München 1985, ISBN 3-423-10408-2 (Platz 1 der Spiegel-Bestsellerliste in den Jahren 1982 und 1983).
- mit Alexander L. George: Force and Statecraft. Diplomatic Problems of Our Time. Oxford University Press, 1983, ISBN 0-19-503115-6.
  - Zwischen Krieg und Frieden. Konfliktlösung in Geschichte und Gegenwart. Beck, München 1983, ISBN 3-406-09858-4; Deutscher Taschenbuch-Verlag, München 1988, ISBN 3-423-10925-4.
- The End of Prussia. University of Wisconsin Press, 1984, ISBN 0-299-09730-7.
  - Das Ende Preußens. Acht Porträts. Beck, München 1985, ISBN 3-406-30600-4; Deutscher Taschenbuch-Verlag, München 1989, ISBN 3-423-11059-7.
- The Triumph of Liberalism. Zurich in the Golden Age, 1830–1869. Scribner, New York 1988, ISBN 0-684-19062-1.
  - Geld und Geist. Zürich im Zeitalter des Liberalismus 1830–1869. Beck, München 1988, ISBN 3-406-33311-7.
- The Politics Of The Unpolitical. German Writers And The Problem Of Power, 1770–1871. Oxford University Press, 1995, ISBN 0-19-509499-9.
  - Die Politik der Unpolitischen. Deutsche Schriftsteller und die Macht. 1770–1871. Beck, München 1993, ISBN 3-406-37327-5; Deutscher Taschenbuch-Verlag, München 1996, ISBN 3-423-04701-1.
- Theodor Fontane. Literature and History in the Bismarck Reich. Oxford University Press, 1999, ISBN 0-19-512837-0.
  - Über Fontane. Beck, München 1997, ISBN 3-406-42642-5.
- Politics and Culture in Modern Germany. Essays from The New York Review of Books. Society for the Promotion of Science and Scholarship, Palo Alto 1999, ISBN 0-930664-22-1.
- Ende der Parade. Über deutsche Geschichte. Beck, München 2003, ISBN 3-406-47618-X.
  - Kritik in Kürze: Unaufgeregt, Rezension von Wilhelm von Sternburg. In: Die Zeit, Nr. 35, 21. August 2003.